# Urnengräberfeld von Aylesford
Das Urnengräberfeld von Aylesford in der Grafschaft Kent (in England) wurde in den 1880er Jahren entdeckt und 1890 von Arthur Evans ausgegraben. Die Gräber datieren in die vorrömische Eisenzeit zwischen 75 und 25 v. Chr. 
Sie enthielten außer Urnen auch Fibeln sowie Eimer bzw. Kübel aus Holzdauben mit Metallbeschlägen. Ein Kübel trug beiderseits der Henkelansätze Bronzeköpfe (Bronzeguss). Die bronzenen Blechreifen zeigen getriebene Pferde und Gesichter aber auch Spiralmotive und Yin-und-Yang-Muster. Aus demselben Grab, aus dem der Kübel kam, stammen ein Bronzekrug und eine Kelle. Die Stücke waren Importware aus Mittelitalien. Offenbar benutzte man Kübel um Wein und Wasser zu mischen.
Auf der Töpferscheibe gefertigte Gefäße mit leicht ausgestelltem Piedestalfuß sind typisch für die Aylesford-Swarling-Kultur der zugewanderten keltischen Belger (lat. Belgae). Bereits Jahrzehnte vor, aber erst recht nach der Unterwerfung Galliens durch Julius Caesar (50 v. Chr.) wanderten belgische Stämme in das von Kelten bewohnte Britannien aus, wo sie archäologische Spuren z. B. durch Einführung der Töpferscheibe, des Münzwesens und einiger Oppida hinterließen. Venta Belgarum (Winchester), Calleva (Silchester), Camulodunum (Colchester) und Verulamium (bei St. Albans) waren die ersten Städte auf der Insel.
Am Ende der römischen Eisenzeit findet sich eine Reihe reicher Bestattungen (Snailwell in East Cambridgeshire, Welwyn in Hertfordshire und der Tumulus von Lexden in Essex).